# Cephalotrichum microsporum
Cephalotrichum microsporum är en svampart som först beskrevs av Pier Andrea Saccardo, och fick sitt nu gällande namn av P.M. Kirk 1984. Cephalotrichum microsporum ingår i släktet Cephalotrichum och familjen Microascaceae.   Inga underarter finns listade i Catalogue of Life.